# Steereobryon elamellosum
Steereobryon elamellosum là một loài Rêu trong họ Polytrichaceae. Loài này được (Herzog) M. Menzel miêu tả khoa học đầu tiên năm 1987.